# Edward Douglas-Pennant
Edward Gordon Douglas-Pennant (ur. 20 czerwca 1800, zm. 31 marca 1886), urodził się jako Edward Gordon Douglas, był synem Johna Douglasa (młodszego syna 14. hrabiego Morton) i lady Frances Lascelles, córki 1. hrabiego Harewood. Odziedziczył rozległe posiadłości niedaleko Penrhyn w północno-zachodniej Walii po swoim teściu George’u Pennant. W 1841 r. zmienił nazwisko na Douglas-Pennant.
W 1866 r. otrzymał tytuł barona Penrhyn. Na terenie jego posiadłości znajdowała się kopalnia Penrhyn Quarry niedaleko Bethesda, która pod jego zarządem stała się jedną z dwóch największych kopalni łupków na świecie.
6 sierpnia 1833 r. poślubił Julianę Isabellę Mary Pennant (zm. 25 kwietnia 1842), córkę George’a Haya Dawikinsa Pennanta. Edward i Juliana mieli razem dwóch synów i córkę:
- Caroline Elisabeth Emma Douglas-Pennant (1834 – 1 czerwca 1924), żona sir Jamesa Hogga, 1. barona Magheramorne, nie miała dzieci
- George Sholto Gordon Douglas-Pennant (30 września 1836 – 10 marca 1907), 2. baron Penrhyn
- podpułkownik Archibald Charles Henry Douglas-Pennant (22 listopada 1837 – 7 września 1884), ożenił się z Harriet Ellą Gifford, miał dzieci (min. Franka Douglasa-Pennanta, 5. barona Penrhyn i Muriel Douglas-Pennant, 1. wicehrabiną Daventry, żonę Edwarda FitzRoya)

26 stycznia 1846 r. poślubił Marię Louisę FitzRoy (18 kwietnia 1818 – 10 maja 1912), córkę Henry’ego FitzRoya, 5. księcia Grafton i Mary Caroline Berkeley, córki admirała George’a Berkeleya. Edward i Maria mieli razem pięć córek:
- Louisa Mary Douglas-Pennant (1847 – 19 czerwca 1911)
- Mary Georgiana Douglas-Pennant (1849 – 20 października 1926)
- Eva Anna Caroline Douglas-Pennant (1852 – 3 stycznia 1934), żona generała Williama Fredericka Seymoura, miała dzieci
- Gertruda Alice Emma Douglas-Pennant (1856 – 20 lipca 1944)
- Adela Douglas-Pennant (1858 – 26 maja 1955)